# Ius promovendi
Ius promovendi (uitspraak: /jus promo'vɛndi/; spelling ook jus promovendi) is, in Nederland, het recht om een wetenschapper te promoveren, dat wil zeggen de graad van doctor toe te kennen. Dit recht is voornamelijk toegekend aan hoogleraren en ook aan instellingen. Uitoefening van het ius promovendi door universiteiten geschiedt met name bij de verlening van eredoctoraten.
Voor een hoogleraar geldt dat zij of hij na eervol ontslag nog vijf jaar het wettelijk recht behoudt om iemand te promoveren, oftewel als promotor op te treden, bijvoorbeeld vijf jaar na ingang van het emeritaat.
In juni 2017 werd een wetsvoorstel aangenomen om het ius promovendi uit te breiden naar niet-hoogleraren, met name gekwalificeerde universitair hoofddocenten (UHD's). Op verzoek van de Eerste Kamer is het in principe mogelijk dat lectoren aan hogescholen promotor zijn, maar ook zij dienen voldoende gekwalificeerd en als UHD aan een universiteit verbonden te zijn, eventueel met een minimale aanstelling. Het doel van de wet is onder meer aan te sluiten bij de praktijk in het buitenland, en een wetenschappelijke carrière in Nederland aantrekkelijker te maken. De VNSU (Vereniging van Universiteiten, de koepelorganisatie van het Wetenschappelijk Onderwijs in Nederland) heeft na het Kamerbesluit richtlijnen gemaakt, waarbij dit recht uitsluitend aan bepaalde UHD's wordt toegekend. De universiteiten hebben dit vervolgens verder uitgewerkt.
In 2024 maakten steeds meer universiteiten het ook voor  universitair docenten (UD's) die aan de eisen voldoen mogelijk het ius promovendi te verkrijgen. Zo maakte de Technische Universiteit Eindhoven dat  jaar bekend dat ook deze medewerkers het recht krijgen om iemand te promoveren.